# Dutch Open 2021
Il Dutch Open 2021 anche denominato Van Mossel Kia Dutch Open è stato un torneo maschile di tennis giocato sulla terra. Faceva parte della categoria Challenger 80 nell'ambito dell'ATP Challenger Tour 2021. Si è giocato a Amersfoort, in Paesi Bassi, dal 12 al 18 luglio 2021.

## Partecipanti

### Teste di serie
| Nazionalità | Giocatore               | Ranking* | Testa di serie |
| ----------- | ----------------------- | -------- | -------------- |
| Paesi Bassi | Tallon Griekspoor       | 124      | 1              |
| Paesi Bassi | Botic van de Zandschulp | 139      | 2              |
| Australia   | Marc Polmans            | 154      | 3              |
| Francia     | Antoine Hoang           | 156      | 4              |
| Egitto      | Mohamed Safwat          | 170      | 5              |
| Belgio      | Kimmer Coppejans        | 191      | 6              |
| Argentina   | Guido Andreozzi         | 203      | 7              |
| Rep. Ceca   | Lukáš Rosol             | 204      | 8              |

* Ranking aggiornato al 28 giugno 2021.

### Altri partecipanti
I seguenti giocatori hanno ricevuto una wild card per il tabellone principale:
- Gijs Brouwer
- Ryan Nijboer
- Jelle Sels

I seguenti giocatori sono entrati in tabellone come alternate:
- Thomaz Bellucci
- Johannes Härteis

I seguenti giocatori sono passati dalle qualificazioni:
- Michael Geerts
- Alexander Maarten Jong
- Johan Nikles
- Deney Wassermann

## Punti e montepremi
| Torneo    | Torneo              | V     | F     | SF    | QF    | 2T  | 1T  | Q | Q2  | Q1  |
| Singolare | Punti               | 80    | 48    | 29    | 15    | 7   | 0   | 4 | 1   | 0   |
| Singolare | Premi in denaro (€) | 6 190 | 3 650 | 2 160 | 1 260 | 730 | 450 | – | 225 | 115 |
| Doppio    | Punti               | 80    | 48    | 29    | 15    | –   | 0   | – | –   | –   |
| Doppio    | Premi in denaro (€) | 2 670 | 1 550 | 930   | 550   | –   | 310 | – | –   | –   |

## Campioni

### Singolare
Tallon Griekspoor ha sconfitto  Botic van de Zandschulp con il punteggio di 6–1, 3–6, 6–1.

### Doppio
Luca Castelnuovo /  Manuel Guinard hanno sconfitto in finale  Sergio Galdós /  Gonçalo Oliveira con il punteggio di 0–6, 6–4, [11–9].